# Sandro Wieser
Sandro Wieser (ur. 3 lutego 1993 w Vaduz) – liechtensteiński piłkarz, reprezentant kraju występujący na pozycji pomocnika w klubie z Liechtensteinu FC Vaduz. 

## Kariera klubowa
Profesjonalną karierę rozpoczął w szwajcarskim FC Basel, w którym jednak najczęściej występował w drużynie rezerw. Zimą 2012 roku trafił do niemieckiego TSG 1899 Hoffenheim. W tym klubie również nie potrafił przebić się do składu pierwszej drużyny i zazwyczaj grał w zespole rezerw. Latem 2013 roku został graczem austriackiego klubu SV Ried.

## Kariera reprezentacyjna
W kadrze zadebiutował 11 sierpnia 2010 roku w towarzyskim meczu przeciwko Islandii. Na boisku przebywał przez pełne 90 minut, a spotkanie zakończył z żółtą kartką na koncie.
| Mecze i gole w reprezentacji | Mecze i gole w reprezentacji | Mecze i gole w reprezentacji | Mecze i gole w reprezentacji | Mecze i gole w reprezentacji | Mecze i gole w reprezentacji | Mecze i gole w reprezentacji |
| 2010                         | 2010                         | 2010                         | 2010                         | 2010                         | 2010                         | 2010                         |
| ---------------------------- | ---------------------------- | ---------------------------- | ---------------------------- | ---------------------------- | ---------------------------- | ---------------------------- |
| 1.                           | 11.08.2010                   | Reykjavík, Islandia          | Islandia                     | 1:1                          | 0                            | towarzyski                   |
| 2.                           | 03.09.2010                   | Vaduz, Liechtenstein         | Hiszpania                    | 0:4                          | 0                            | El. ME 2012                  |
| 3.                           | 07.09.2010                   | Glasgow, Szkocja             | Szkocja                      | 1:2                          | 0                            | El. ME 2012                  |
| 4.                           | 12.10.2010                   | Vaduz, Liechtenstein         | Czechy                       | 0:2                          | 0                            | El. ME 2012                  |
| 5.                           | 17.11.2010                   | Tallinn, Estonia             | Estonia                      | 1:1                          | 0                            | towarzyski                   |
| 2011                         |                              |                              |                              |                              |                              |                              |
| 6.                           | 09.02.2011                   | Serravalle, San Marino       | San Marino                   | 1:0                          | 0                            | towarzyski                   |
| 7.                           | 10.08.2011                   | Vaduz, Liechtenstein         | Szwajcaria                   | 1:2                          | 0                            | towarzyski                   |
| 8.                           | 02.09.2011                   | Kowno, Litwa                 | Litwa                        | 0:0                          | 0                            | El. ME 2012                  |
| 9.                           | 06.09.2011                   | Logroño, Hiszpania           | Hiszpania                    | 0:6                          | 0                            | El. ME 2012                  |
| 10.                          | 11.11.2011                   | Budapeszt, Węgry             | Węgry                        | 0:5                          | 0                            | towarzyski                   |
| 2012                         |                              |                              |                              |                              |                              |                              |
| 11.                          | 29.02.2012                   | Attard, Malta                | Malta                        | 1:2                          | 0                            | towarzyski                   |
| 12.                          | 09.10.2012                   | Vaduz, Liechtenstein         | Litwa                        | 0:2                          | 0                            | El. MŚ 2014                  |
| 13.                          | 16.10.2012                   | Ryga, Łotwa                  | Łotwa                        | 0:2                          | 0                            | El. MŚ 2014                  |
| 14.                          | 14.11.2012                   | Vaduz, Liechtenstein         | Malta                        | 0:1                          | 0                            | towarzyski                   |
| 2013                         |                              |                              |                              |                              |                              |                              |
| 15.                          | 22.03.2013                   | Vaduz, Liechtenstein         | Łotwa                        | 1:1                          | 0                            | El. MŚ 2014                  |
| 16.                          | 04.06.2013                   | Kraków, Polska               | Polska                       | 0:2                          | 0                            | towarzyski                   |
| 17.                          | 07.06.2013                   | Vaduz, Liechtenstein         | Słowacja                     | 1:1                          | 0                            | El. MŚ 2014                  |

## Sukcesy
- Mistrz Szwajcarii: 2011 (Basel)